# David Friesen
David Friesen (Tacoma, 6 mei 1942) is een Amerikaanse jazzcontrabassist.

## Carrière
David Friesen begon op 10-jarige leeftijd ukelele en accordeon te spelen en op 16-jarige leeftijd gitaar. Pas na zijn militaire diensttijd, die hij deels doorbracht in Europa, ontdekte hij de contrabas. Hij speelde vooreerst plaatselijk in het jazzcircuit van Seattle, waar hij speelde met jazzmuzikanten op doorreis. Dan werd hij lid van de band van John Handy. Vervolgens speelde hij bij Joe Henderson en in 1975 bij Billy Harper, met wie hij Europa bezocht. In 1977 trad hij op met Ted Curson tijdens het Monterey Jazz Festival en daarna werkte hij met Ricky Ford, Duke Jordan, Sam Rivers, John Stowell en Paul Horn. Friesen toerde en nam op met talrijke jazz-grootheden, waaronder Chick Corea, Michael Brecker, Stan Getz, Dexter Gordon, Mal Waldron. Dizzy Gillespie, Jim Pepper, Denny Zeitlin, Paul McCandless en Glen Moore. In Duitsland was en is hij vaak als solist en in duet met de gitarist Uwe Kropinski te horen. Hij trad ook op met het Music Ensemble of Benares.
Friesen behoorde tot de bassisten, die in staat zijn, ook met een bas-soloconcert het publiek te boeien. Zijn discografie omvat momenteel 65 cd's, op verdere 100 opnamen is hij als medemuzikant te horen. Naast zijn concerten is hij ook werkzaam in de jazzopleiding. De actrice Dyan Cannon is zijn zus.

## Discografie
- 1978: David Friesen, John Stowell Through the Listening Glass (Inner City Records)
- 1980: Hozan Yamamoto, David Friesen Hozan, Friesen +1 (Next Wave, met Masahiko Satoh)
- 1984: Amber Skies (met Joe Henderson, Paul Horn, Chick Corea, Paul Motian, Airto Moreira)
- 1994: David Friesen / Eddie Moore / Jim Pepper / Julian Priester / Mal Waldron Remembering the Moment (Soulnote)
- 1996: David Friesen Castles and Flags (Shamrock)
- 2007: David Friesen / Uwe Kropinski Made with Friends (Jazzwerkstatt)

- Bibliothèque nationale de France: cb13955089z (data)
- Gemeinsame Normdatei: 134699874
- International Standard Name Identifier: 0000 0001 0830 3645
- Library of Congress Control Number: n83175256
- MusicBrainz: 0ad4f74e-07fe-4ae8-9535-e19a53c40e43
- Nederlandse Thesaurus van Auteursnamen: 097739200
- Système universitaire de documentation: 192631926
- Virtual International Authority File: 39568227
- WorldCat: E39PBJrCcxHJmYWjC4hvQ7MMfq